# Manx Airlines
Manx Airlines était une compagnie aérienne britannique basée à l'aéroport du Ronaldsway sur l'île de Man.

## Histoire
La compagnie fut créée le 1er novembre 1982 et reliait l'île de Man à différentes villes britanniques. Elle était associée à ses débuts aux compagnies britanniques British Midland et Air UK.
En 1990, Manx Airlines se subdivise en deux compagnies : Manx Airlines (holding) et Manx Airlines (Europe). La première fut intégrée à British Airways en 1995 et la seconde poursuit ses vols au sein de la Grande-Bretagne (elle fut même cotée en bourse à Londres le 18 juin 1998) jusqu'en 2002 avant d'être elle aussi achetée par British Airways.